# Grande Lisboa szubrégió
Nagy-Lisszabon szubrégió (portugálul Grande Lisboa) Portugália NUTS III besorolású statisztikai célú területi egysége, amely a Lisszaboni régió-nak, Lisszabon megyének és Estremadura történelmi tartománynak (portugálul antiga província) egyaránt része. A szubrégióhoz tartozik Portugália fővárosa Lisszabon is. Területe 1375,9 km². A legtöbb lakossal rendelkező és a legnagyobb népsűrűségű portugál szubrégió (2 029 458 lakossal és 1 475 lakos/ km² népsűrűséggel).
A Nagy-Lisszabon elnevezés ellenére a szubrégió nem foglalja magába Lisszabon teljes fővárosi vonzáskörzetét (portugálul Área Metropolitana de Lisboa) ugyanis a Tejo folyó tölcsértorkolatától délre fekvő Setúbal-félsziget községei kívül esnek igazgatási területéből.
Északról a Centro régió határolja, nyugatról az Atlanti-óceán, keletről az Alentejo régió és délről pedig a Tejo folyó tölcsértorkolata.
A Nagy-Lisszabon szubrégió 8 községre (portugálul concelho-ra ) van felosztva:
- Amadora (város)
- Cascais
- Lisszabon (főváros)
- Loures (város)
- Mafra
- Odivelas (város)
- Oeiras
- Sintra
- Vila Franca de Xira (város)

Városi rangú települések a szubrégión belül: Agualva-Cacém és Queluz (Sintra községben), Alverca és Póvoa de Santa Iria (Vila Franca de Xira községben) és Sacavém (Loures községben).
A legnépesebb nagyvárosok: Lisszabon (489 562 lakos) e Sintra (445 872 lakos).
A legnépesebb települések: Lisszabon (489 562 lakos), Amadora (172 110 lakos), Algueirão-Mem Martins (62 557 lakos)), Agualva-Cacém (81 845 lakos), Queluz (78 040 lakos.) és Odivelas (53 448 lakos)